# Belshazzar

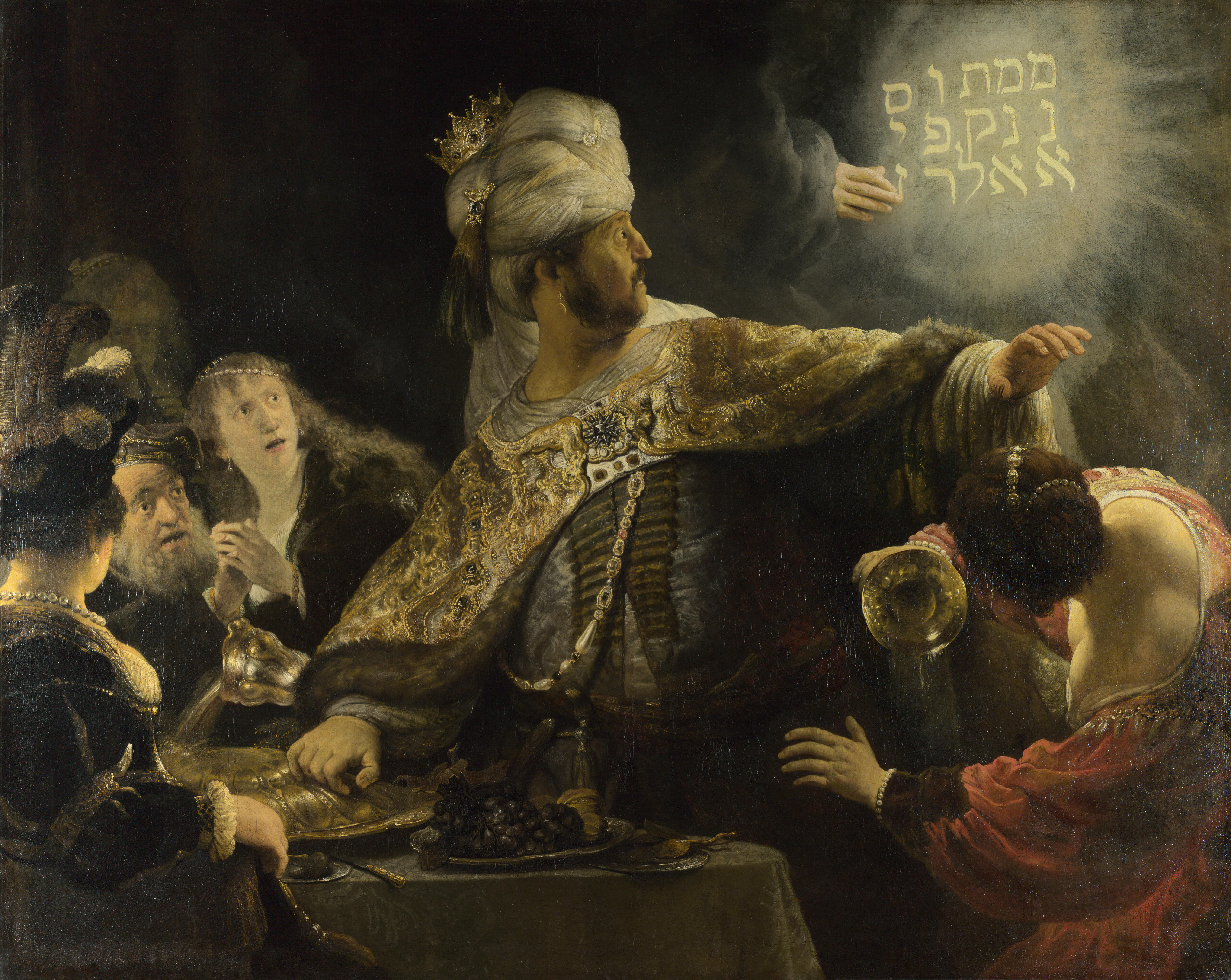
Ospățul lui Belșațar, pictură de Rembrandt van Rijn

Belshazzar (HWV 61) este un oratoriu în trei acte de Georg Friedrich Händel.

## Istoric
Procesul creării oratoriului Belshazzar s-a putut reconstitui din crespondența compozitorului cu libretistul Charles Jennens. Pentru anul 1745 Händel plănuise două oratorii. În 9 iunie 1744 îi scrie lui Jennens rugând-ul să-i trimită primul act pentru Belshazzar. Pe 19 iulie începe să lucreze la oratoriul Hercule, în aceași zi îi scrie din nou o scrisoare lui Jennens, în care îi mulțumește acestuia pentru primul act al oratoriului Beshazzar și în care îi mai scrie: „Your reasons for the length of the first act are interely satisfactory to me, and it is likewise my opinion to have the following acts short“.
Se pare deci că Jennens nu putea să țină pas cu ritmul de muncă al lui Händel. Deja pe 21 august Händel termină oratoriul Hercule și îi confirmă lui Jennens primirea actului doi, rugând-ul să-i trimită acum și al treilea act. Compunerea muzicii pentru Belshazzar a început la 23 august, la 3 septembrie fiind terminat deja primul act, la 10 septembrie al doilea. În aceeași zi compozitorul îi scrie lui Jennens cerîndu-i cu nerăbdare libretul pentru ultimul act. În sfărșit, pe 3 octombrie îi mulțumește pentru primirea textului, anunțându-l în același timp că va scurta ultimul act pentru a nu lungi piesa întreagă prea mult.
După Jennens, data când a fost terminat oratoriul a fost 23 octombrie. Premiera a avut loc pe 27 martie 1745 la King's Theatre cu încă două reprezentații în stagiunea respectivă.

## Acțiunea

### Actul I
În prima scenă care se desfășuară în palatul regal din cetatea Babilon, regina Nitocris, mama lui Belșațar, meditează asupra expansiunii și căderii imperiilor care astfel fac loc unui alt imperiu cu aceeași soartă. Numai Dumnezeu domnește în eternitate (aria: Thou, God most high, and Thou alone). Regina este îngrijorată de soarta Imperiului Babilonian. Întră profetul Daniel, conducătorul evreiilor din Babilonia, care o asigură pe regină că cei care se supun voinței lui Dumnezeu sunt recompesați (aria: Lament not thus, oh Queen, in vain).
Acțiune din scena a doua are loc în tabăra lui Cirus sub zidurile cetății Babilon. Soldații babilonieni de pe ziduri îl batjocoresc pe Cyrus, eroul Persiei, care asediază cetatea Babilon, în care se află provizii pentru douăzeci de ani (cor: Behold, by Persia's hero made). În tabără Cirus discută cu Gobrias, un babilonian care a fugit la perși. Gobrias îi confirmă lui Cirus că cetatea este bine aprovizionată și întărită. Gobrias își deplânge soarta de tată care și-a pierdut fiul din cauza invidiei tiranului Belșațar (aria: Oppress'd with never-ceasing grief) astfel încât în viață nu i-a rămas decât răzbunarea (no hope, but in revenge is left).

## Libretul
Sursa principală pentru libret a fost Biblia, Vechiul Testament, Daniel, capitolul 5 . Au fost de asemenea folosite următoarele surse istorice: Herodot (Istorii I, 185 ff.), în care apare de exemplu personajul Nitocris, care nu apare în textul Bibliei, și Xenophon (Kyra paideia IV, 6 și XII, 13).

## Personaje
Händel a compus oratoriul pentru următorii cântăreți:
- Belshazzar: John Beard (tenor)
- Gobrias: Thomas Reinhold (bas)
- Nitocris: Elisabeth Duparc, numită La Francesina (soprană)
- Cyrus: Mrs. Robinson (mezzosoprană)
- Daniel: Susanna Maria Cibber (altistă)

Din cauza îmbolnăvirii cântăreței Susanna Maria Cibber distribuția a fost schimbată pentru premieră. Astfel Robinson a cântat pe Daniel, partitura trebuind să fie adaptată la vocea mai înaltă a cântăreții. Thomas Reinhold a cântat pe Cyrus. Rolul lui Gobrias a fost împărțit: o parte a fost cântată de John Beard, care interpreta și eroul principal, o arie a fost trasferată la  Cyrus.

## Structura

### Actul I
1. Uvertură

#### Actul I, Scena 1
2. Accompagnato, Nitocris:"Vain, fluctuating state of human empire!"

3. Air, Nitocris: "Thou, God most high, and Thou alone"

4. Recitative, Nitocris and Daniel: "The fate of Babylon, I fear, is nigh."

5. Air, Daniel: "Lament not thus, O Queen, in vain!"

#### Actul I, Scena a 2-a
6. Chorus of Babylonians: "Behold, by Persia's hero made"

7. Recitative, Gobrias and Cyrus: "Well may they laugh, from meagre famine safe"

8. Accompagnato, Gobrias: "Oh, memory!"

9. Air, Gobrias: "Oppress'd with never-ceasing grief"

10. Air, Cyrus: "Dry those unavailing tears"

11. Recitative, Cyrus: "Be comforted: safe though the tyrant seem"

12. Accompagnato, Cyrus: "Methought, as on the bank of deep Euphrates"

13. Recitative, Cyrus and Gobrias: "Now tell me, Gobrias, does not this Euphrates"

14. Air, Gobrias: "Behold the monstrous human beast"

15. Recitative, Cyrus: "Can ye then think it strange, if drown'd in wine"

16. Air, Cyrus: "Great God, who, yet but darkly known"

17. Recitative, Cyrus: "My friends, be confident, and boldly enter"

18. Chorus of Persians: "All empires upon God depend"

#### Actul I, Scena a 3-a
19. Air, Daniel: "O sacred oracles of truth"

20. Accompagnato, Daniel: "Rejoice, my countrymen! The time draws near"

21. Air, Daniel: "Thus saith the Lord to Cyrus, his anointed"

22. Chorus of Jews: "Sing, O ye Heav'ns, for the Lord hath done it!"

#### Actul I, Scena a 4-a
23. Air, Belshazzar: "Let festal joy triumphant reign"

24. Recitative, Belshazzar and Nitocris: "For you my friends, the nobles of my court"

25. Air, Nitocris: "The leafy honours of the field"

26. Recitative, Belshazzar and Nitocris: "It is the custom, I may say, the law"

27. Chorus of Jews: "Recall, O king, thy rash command!"

28. Recitative, Nitocris and Belshazzar: "They tell you true; nor can you be to learn"

29. Duet, Nitocris and Belshazzar: "O dearer than my life, forbear!"

30. Chorus of Jews: "By slow degrees the wrath of God to its meridian height ascends;"

### Actul al II-lea

#### Actul al II-lea, Scena 1
31. Chorus of Persians: "See, from his post Euphrates flies"

32. Recitative, Cyrus: "Ye see, my friends, a path into the city"

33. Air, Cyrus: "Amaz'd to find the foe so near"

34. Chorus of Persians: "To arms, to arms, no more delay!"

#### Actul al II-lea, Scena a 2-a
35. Chorus of Babylonians: "Ye tutelar gods of our empire, look down"

36. Air, Belshazzar: "Let the deep bowl thy praise confess"

37. Accompagnato, Belshazzar and Babylonians: "Where is the God of Judah's boasted pow'r?"

38. Recitative, Belshazzar: "Call all my Wise Men, Sorcerers, Chaldeans"

39. Symphony (Enter Wise Men of Babylon)

40. Recitative, Belshazzar and Wise Men: "Ye sages, welcome always to your king"

41. Chorus of Babylonians: "Oh, misery! Oh terror, hopeless grief!"

42. Recitative, Nitocris and Belshazzar: "O king, live for ever!"

43. Air, Daniel: "No, to thyself thy trifles be"

44. Accompagnato, Daniel: "Yet, to obey His dread command"

45. Recitative, Nitocris: "Oh, sentence too severe, and yet too sure"

46. Air, Nitocris: "Regard, O son, my flowing tears"

#### Actul al II-lea, Scena a 3-a
47. Air, Cyrus: "O God of truth, O faithful guide"

48. Recitative, Cyrus: "You, Gobrias, lead directly to the palace"

49. Chorus of Persians: "O glorious prince, thrice happy they"

### Actul al III-lea

#### Actul al III-lea, Scena 1
50. Air, Nitocris: "Alternate hopes and fears distract my mind"

51. Recitative, Nitocris and Daniel: "Fain would I hope. It cannot surely be."

52. Air, Daniel: "Can the black AEthiop change his skin"

53. Recitative, Nitocris, Arioch, and Messenger: "My hopes revive, here Arioch comes!"

54. Chorus of Jews: "Bel boweth down, Nebo stoopeth!"

#### Actul al III-lea, Scena a 2-a
55. Air, Belshazzar: "I thank thee, Sesach! Thy sweet pow'r"

56. A Martial Symphony (during which a battle is supposed, in which Belshazzar and his attendants are slain)

#### Actul al III-lea, Scena a 3-a
57. Air, Gobrias: "To pow'r immortal my first thanks are due"

58. Recitative, Cyrus: "Be it thy care, good Gobrias, to find out"

59. Air, Cyrus: "Destructive war, thy limits know"

60. Duet, Nitocris and Cyrus: "Great victor, at your feet I bow"

61. Recitative, Cyrus and Daniel: "Say, venerable prophet, is there aught"

62. Soli & Chorus: "Tell it out among the heathen"

63. Accompagnato, Cyrus: "Yes, I will rebuild thy city, God of Israel!"

64. Soli & Chorus: I will magnify Thee, O God my king!

## Discografie
- The English Concert, Choir of The English Concert, dirijor Trevor Pinnock, Deutsche Grammophon, Archive Produktion, 1991 CD
- Concentus Musicus Wien, Stockholm Kammerkören, dirijor Nikolaus Harnoncourt, Teldec 0630-10275-2 CD
- Akademie für Alte Musik Berlin, RIAS Kammerchor, cu Kenneth Tarver (Belshazzar), Rosemary Joshua (Nitrocris), Bejun Mehta (Cyrus), Kristina Hammarström (Daniel), Neal Davis (Gobrias), dirijor René Jacobs, regia Christof Nel, coproducție Festival d'Aix-en-Provence, Staatsoper Unter der Linden Berlin, Innsbrucker Festwochen der Alten Musik și Théâtre du Capitole de Toulouse, înregistrat pe 23 iulie 2008 la Grand Théâtre de Provence, Harmonia Mundi HMD 9909028.29 DVD